# Ture Sventon i öknen
Ture Sventon i öknen är en skönlitterär barn- och ungdomsbok från 1949 av Åke Holmberg. Boken är den andra om privatdetektiven Ture Sventon.

## Handling
Sedan Ture Sventon grep den ökände brottslingen Wilhelm Vessla har hans erkännande som privatdetektiv vuxit. Han har nu fullt upp med att hitta bortsprungna katter och borttappade löständer. En dag får Ture Sventon ett brev ifrån sin gode vän herr Omar, som bor i Arabiska öknen. Ture Sventon behöver semester och bestämmer sig för att åka och hälsa på sin vän.
För att kunna besöka herr Omar måste Sventon köpa ett portabelt kylskåp. Annars kan han inte ta med sig semlor till öknen. Han vänder sig till herr Hjortron, kylskåpsingenjör. Herr Hjortron har precis konstruerat Nordpolen, ett litet portabelt kylskåp som kan kyla mer varor än man tror eftersom kylskåpet förminskar all mat till minimål. Dessutom spelar det musik från radion när man öppnar det. Precis innan Ture Sventon ska fara till öknen blir kylskåpet med alla "temlorna" stulet. Tjuven sågs kliva på ett flygplan till Kaf i arabiska öknen innan han försvann. Planet rapporteras senare ha kraschat utanför staden Djof i Arabiska öknen. Ture Sventon reser nu med sin flygande matta till sin vän herr Omar som av en tillfällighet bor kring staden Djof. Ture Sventon får av en olyckshändelse även med sig barnen Hjortron.